# Tavrivka, Oleksandria
Tavrivka (în ucraineană Таврівка) este un sat în comuna Cervona Kameanka din raionul Oleksandria, regiunea Kirovohrad, Ucraina.

## Demografie
Componența lingvistică a localității Tavrivka
     Rusă (100%)
Conform recensământului din 2001, toată populația localității Tavrivka era vorbitoare de rusă (100%).